# Cecconia
Cecconia är ett släkte av steklar som beskrevs av Jean-Jacques Kieffer 1902. Cecconia ingår i familjen gallsteklar.
Släktet innehåller bara arten Cecconia valerianellae.